# Draconian
Draconian er et svensk doom metal band grundlagt i 1994, som laver sange af atmosfærisk, melodisk og følelsesmæssig karakter.

## Studiealbum
- Where Lovers Mourn (2003)
- Arcane Rain Fell (2005)
- The Burning Halo (2006)
- Turning Season Within (2008)
- A Rose for the Apocalypse (2011)
- Sovran (2015)
- Under a Godless Veil (2020)

| Musikgruppe | Spire Denne artikel om en svenske musikgruppe er en spire som bør udbygges. Du er velkommen til at hjælpe Wikipedia ved at udvide den. |